# 1999 CU153
1999 CU153, também escrito como 1999 CU153, é um objeto transnetuniano (TNO) que está localizado no cinturão de Kuiper, uma região do Sistema Solar. Este corpo celeste é classificado como um cubewano. Ele possui uma magnitude absoluta (H) de 7,2 e, tem um diâmetro estimado com cerca de 160 km, por isso é pouco provável que possa ser classificado como um planeta anão, devido ao seu tamanho relativamente pequeno.

## Descoberta
1999 CU153 foi descoberto no dia 12 de fevereiro de 1999 pelos astrônomos C. A. Trujillo, J. X. Luu e D. C. Jewitt.

## Órbita
A órbita de 1999 CU153 tem uma excentricidade de 0.068 e possui um semieixo maior de 44.414 UA. O seu periélio leva o mesmo a uma distância de 41.380 UA em relação ao Sol e seu afélio a 47.448.